# Tuyết sơn phi hồ
| Kim Dung            | Kim Dung |
| ------------------- | -------- |
| Tiểu thuyết         |          |
| 飛 Phi              | 笑 Tiếu  |
| 雪 Tuyết            | 書 Thư   |
| 連 Liên             | 神 Thần  |
| 天 Thiên            | 俠 Hiệp  |
| 射 Xạ               | 倚 Ỷ     |
| 白 Bạch             | 碧 Bích  |
| 鹿 Lộc              | 鴛 Uyên  |
| Truyện ngắn         |          |
| 越女劍 Việt nữ kiếm |          |

Tuyết Sơn phi hồ (Flying Fox of Snowy Mountain) là cuốn tiểu thuyết võ hiệp của Kim Dung, được đăng trên Minh báo vào năm 1959.
Năm 2007, một đoạn trích trong tác phẩm này được đưa vào chương trình sách giáo khoa môn ngữ văn tại Trung Quốc, sau khi lược bỏ đoạn trích của AQ chính truyện, gây nên nhiều dư luận khác nhau.

## Nội dung chính
Diễn biến chính của tiểu thuyết này diễn ra vào thời đại nhà Thanh dưới triều vua Càn Long, nhưng các tình tiết câu chuyện lại được kéo dài từ thời đại nhà Đại Thuận dưới triều Lý Tự Thành, và bắt đầu của nhà Thanh dưới lời kể của một số nhân vật. Nhân vật chính của tiểu thuyết là Hồ Phỉ (胡斐 - Hú Fěi), có biệt danh là Tuyết sơn phi hồ, và các tình tiết chủ yếu của câu chuyện liên quan đến ân oán từ thời tổ tiên của Hồ Phỉ, kéo dài đến bố mẹ Hồ Phỉ và được giải quyết vào thời đại của Hồ Phỉ.

### Ân oán bốn họ
Theo lời kể của một số nhân vật, nguồn gốc của những câu chuyện xảy ra được bắt nguồn từ thời đại của Sấm Vương Lý Tự Thành với 4 người cận vệ trung thành, võ công cao cường họ Hồ, Miêu, Phạm, Điền. Bốn người kết nghĩa anh em, cùng nhau sinh tử và đều trung thành với Lý Tự Thành.
Khi Lý Tự Thành thất bại ở Bắc Kinh phải rút về núi Cửu Cung và bị vây, ba người Miêu, Phạm, Điền đã phá vây đi cầu viện binh, còn người họ Hồ (ngoại hiệu Phi thiên hồ ly) đã giả hàng để cứu Lý Tự Thành, còn mình thì âm thầm nhịn nhục chui vào hàng ngũ quân của Ngô Tam Quế để tìm cách phá hoại hòng gây dựng lại cho Lý Tự Thành. Không ngờ ba người kia khi trở về đã hiểu lầm, tìm đến ám hại Phi thiên hồ ly.
Dù đủ khả năng đánh bại ba người em kết nghĩa, nhưng Phi thiên hồ ly đã cam tâm chịu chết. Con cháu nhà họ Hồ (luôn giỏi sử dụng đao pháp - Hồ gia đao pháp) lại tìm những người kia trả thù, sau đó con cháu các nhà họ Miêu, Phạm, Điền lại quay lại tìm họ Hồ để trả thù, cứ thế gây ra thù hận giữa họ Hồ với ba họ kia đời đời không dứt.
Thù hận cứ truyền mãi đến đời Hồ Nhất Đao (ngoại hiệu Liêu Đông đại hiệp), Miêu Nhân Phụng (ngoại hiệu Kim Diện Phật) là hai truyền nhân xuất sắc của hai dòng họ: võ công cao cường không có địch thủ, cả hai đều là anh hùng hào kiệt, hiệp nghĩa. Còn họ Điền thì lập ra Thiên long môn (Điền Quy Nông), họ Phạm thì làm chủ Cái Bang (còn gọi là Hưng Hán Cái bang).
Bản thân Miêu Nhân Phụng và Hồ Nhất Đao muốn hóa giải thù hận này, nhưng Miêu Nhân Phụng lại bị băn khoăn về cái chết của cha mình do có nhiều người đồn là do Hồ Nhất Đao giết chết, ông đã kích động Hồ Nhất Đao vào quan ải bằng cách xưng danh hiệu của mình là Đả biến thiên hạ vô địch thủ (Đánh khắp thiên hạ không địch thủ). Hồ Nhất Đao vừa muốn hóa giải ân oán, vừa muốn giải thích cho mình nên đã đem vợ đang mang thai sắp sinh vào quan ải. Không ngờ sự gặp gỡ của họ gây ra bao bi kịch của câu chuyện.
Miêu Nhân Phượng và Hồ Nhất Đao gặp nhau, đấu võ (một bên là Hồ gia đao pháp và một bên là Kiếm pháp Miêu gia) bất phân thắng bại. Qua các cuộc đấu, qua trò chuyện, cả hai đều rất khâm phục tài năng nhân phẩm của nhau và nhanh chóng kết bạn tri kỷ với nhau.
Tuy nhiên, Miêu Nhân Phụng vẫn không vượt qua được hiểu lầm thù hận, vẫn muốn quyết một trận đấu nhau với Hồ Nhất Đao, còn Hồ Nhất Đao đã thuê thầy thuốc Diêm Cơ mang thư của mình nói rõ nguồn cơn cái chết của cha Miêu Nhân Phụng (thực ra cha của Miêu Nhân Phụng và cha của Điền Quy Nông giết hại lẫn nhau trong hang) nhưng không ngờ bị bọn Điền Quy Nông bắt được thư, đã không những không hóa giải ân oán, còn lén lút sai Diêm Cơ bôi thuốc độc của Độc thủ Dược vương vào đao kiếm của hai người nhằm hại bất kỳ ai bị đâm.
Trong trận đấu những ngày sau, Hồ Nhất Đao đã cùng Miêu Nhân Phụng trao đổi kiếm pháp và đao pháp, đổi vũ khí đấu nhau, và hẹn nhau sau trận đấu cuối cùng sẽ xóa bỏ mọi hận thù, cùng kết bạn. Không may Miêu Nhân Phụng (cầm đao của Hồ Nhất Đao) làm bị thương Hồ Nhất Đao, thế là Hồ Nhất Đao chết vì bị độc, vợ của Hồ Nhất Đao mới sinh được một đứa con trai - là nhân vật chính Hồ Phỉ - cũng tự sát theo chồng. Bi kịch thù hận bốn họ tạm thời ngưng lại trong sự hối hận của Miêu Nhân Phụng, ông chôn cất vợ chồng Hồ Nhất Đao và hàng năm tế bái, coi họ là anh em, suốt đời ân hận vì đã nỡ tay hại chết tri kỷ.

Tuyết sơn phi hồ, bìa ấn bản tiếng Anh, The Chinese University Press, 1996

### Hồ Phỉ hóa giải ân oán
Đoạn này lẫn lộn nội dung Tuyết Sơn Phi Hồ và Phi Hồ Ngoại Truyện
Khi Hồ Nhất Đao chết, bọn Điền Quy Nông muốn trừ hậu họa nên lục tìm giết đứa bé, nhưng Bình A Tứ (một người hầu nghèo khổ trong quán trước đó được Hồ Nhất Đao cứu giúp, chịu ơn lớn của Hồ Nhất Đao) đã nhanh tay cứu mang đứa bé đi. Thầy lang Diêm Cơ định cướp đao phổ nhưng không thành, chỉ giật được vài trang đầu sau đó đi tu luyện thành võ công cao cường lấy hiệu là Bảo Thụ.
Bình A Tứ nuôi lớn Hồ Phỉ, Hồ Phỉ luyện thành võ công cao cường, quay lại tìm hiểu bí mật cái chết của cha mẹ (chi tiết những chuyện này được bổ sung trong cuốn tiếp theo là Phi hồ ngoại truyện), lấy biệt hiệu là Tuyết sơn phi hồ. Chàng đã tìm kiếm đến nhà Điền Quy Nông, biết rõ tâm địa xấu xa của Điền Quy Nông, cản đường Thiên Long môn lên ngọn Ngọc Bút, hẹn các cao thủ lên Ngọc Bút sơn của Hi Nhân Mạnh để tìm hiểu cái chết của cha mẹ.
Khi chàng lên núi, vô tình gặp được con gái của Miêu Nhân Phụng là Miêu Nhược Lan và hiểu ra rằng Miêu Nhân Phụng không phải là người hại cha mẹ mình. Miêu Nhược Lan xinh đẹp, dịu dàng, tài hoa, nhưng không biết võ nghệ do Miêu Nhân Phụng muốn hóa giải hết ân oán của bốn họ. Hồ Phỉ đã thầm yêu Miêu Nhược Lan và Nhược Lan khi biết chàng là con của Hồ Nhất Đao, người mà cha mình vẫn kể, cũng đã thầm yêu chàng.
Sau đó, vô tình Miêu Nhược Lan bị bọn xấu điểm huyệt, lột hết quần áo ngoài cuốn trong chăn, Hồ Phỉ vì tránh kẻ thù nên nằm cạnh. Hồ Phỉ núp trong chăn, đã cứu mạng Miêu Nhân Phụng khỏi cái bẫy giăng sẵn của triều đình do Phạm Bang chủ cùng các cao thủ triều đình. Nhưng cũng vô tình khi đánh nhau, thân thể Miêu Nhược Lan lộ ra làm Miêu Nhân Phụng hiểu nhầm chàng vừa hãm hại con gái mình. Hồ Phỉ buộc phải ôm Miêu Nhược Lan chạy xuống núi. Ở trong động, cả hai đã hiểu nhau và đính ước với nhau.

### Bí mật kho báu của Sấm Vương
Kỳ thực ở Ngọc Bút sơn chôn giấu kho báu của Lý Tự Thành. Trước khi thất bại, Lý Tự Thành đã sai bốn cận vệ của mình đem vàng bạc chôn giấu và giấu bí mật trong thanh đao (bảo vật của Thiên Long môn) và một phần trong chiếc trâm của nhà họ Miêu. Điền Quy Nông quyến rũ vợ của Miêu Nhân Phụng, mẹ của Miêu Nhược Lan cũng vì âm mưu này.
Sau đó, đám người của Thiên Long môn cùng Bảo Thụ hại Miêu Nhược Lan tìm ra kho báu. Hồ Phỉ cùng Miêu Nhược Lan vào động đã thấy cả đám người đang đâm chém nhau để tranh giành kho báu, đã đánh gục Bảo Thụ, rồi sau đó bỏ đi và lấp hang nhốt cả bọn tham lam trong động, xóa đi bí mật về kho báu Sấm Vương.
Kết thúc câu chuyện là một băn khoăn trong lòng người đọc. Miêu Nhân Phụng vì không nhận ra Hồ Phỉ là con Hồ Nhất Đao, hiểu nhầm chàng vừa hãm hiếp con mình, đã quyết đấu với chàng trên núi tuyết. Trận đấu giữa hai người dở dang, kết thúc câu chuyện trong sự băn khoăn của Miêu Nhược Lan, vừa lo lắng cho cha, vừa lo cho tình lang, cũng khiến cho người đọc đặt một dấu hỏi về mối tình giữa hai người.

## Các nhân vật chính
- Tuyết sơn phi hồ Hồ Phỉ: Là nhân vật chính của tiểu thuyết, nhưng ít xuất hiện bởi các tình tiết chính của câu chuyện liên quan đến quá khứ nhiều hơn, bản thân Hồ Phỉ xuất hiện nhiều trong cuốn tiếp theo là Phi hồ ngoại truyện. Hồ Phỉ sinh ra giữa lúc cha mình là Hồ Nhất Đao đấu với Kim Diện Phật, được Bình A Tứ nuôi nấng, chàng luyện Hồ gia đao pháp và là một cao thủ võ lâm, võ công sánh ngang với Kim Diện Phật (quá trình trưởng thành của Hồ Phỉ được mô tả chi tiết hơn ở Phi hồ ngoại truyện). Hồ Phỉ trong truyện này đã trưởng thành, biết suy nghĩ, chín chắn và cẩn thận hơn, khí khái, anh hùng hơn.
- Miêu Nhược Lan: Là con gái của Kim Diện Phật Miêu Nhân Phụng và Nam Lan (tên của nàng cùng với tên mẹ, đều có chữ Lan). Nhược Lan sinh ra, lớn lên thì mẹ bỏ rơi (để đi theo Điền Quy Nông), được cha nuôi nấng. Bản thân cô từng giận mẹ đã bỏ mình. Miêu Nhược Lan không biết võ nghệ (một trong số ít các nhân vật nữ chính trong các tác phẩm của Kim Dung không biết võ nghệ) do Kim Diện Phật muốn hóa giải ân oán với họ Hồ. Nhược Lan được miêu tả là xinh đẹp, dịu dàng như đóa hoa lan chớm nở, tuy không biết võ nhưng cũng thông minh, tài hoa không kém bất cứ mỹ nhân nào. Khi nghe cha cô kể về gia đình Hồ Nhất Đao, cô rất khâm phục, đồng thời lại luôn mong có cơ hội thay cha mình chăm sóc người con mồ côi của Hồ Nhất Đao, vì thế cô đã nhanh chóng có thiện cảm với Tuyết sơn phi hồ. Khi hai người gặp nhau, ngay lập tức cô đã yêu chàng và hai người đã đính ước với nhau. Miêu Nhược Lan có thể nói là nhân vật hạnh phúc nhất trong số các tiểu thuyết của Kim Dung. Từ nhỏ đến lớn cô sống trong sự bao bọc của cha - người có võ nghệ cao cường. Khi trở thành thiếu nữ, cô lại được Hồ Phỉ hết lòng yêu thương, bảo vệ.
- Liêu Đông Đại hiệp Hồ Nhất Đao: Là một hậu duệ tiêu biểu của Phi thiên hồ ly, võ nghệ cao cường, tính tình hào sảng. Khi ông tìm ra kho báu của Sấm Vương, đã gặp người con gái ở đó, và nhận ra người con gái đích thực. Ông đem lòng yêu cô, và cả hai đã lấy nhau, sinh ra Hồ Phỉ. Vợ ông cũng là một nữ trượng phu rất hiểu chồng. Hồ Nhất Đao biết rõ cái chết của cha Kim Diện Phật nên đã không ngần ngại vào quan nội đấu với Kim Diện Phật và ông đã kết bạn tri kỷ với Kim Diện Phật. Hồ Nhất Đao không may bị thương do chính cây đao của mình, cây đao này bị bôi thuốc độc do âm mưu của Điền Quy Nông, sau khi ông chết, vợ ông cũng tự sát theo chồng.
- Kim Diện Phật Miêu Nhân Phụng: Miêu Nhân Phụng là một hậu duệ của dòng họ Miêu trong ân oán 4 họ, ông mặt vàng, võ nghệ cao cường và luôn hành hiệp trượng nghĩa nên được gọi là Kim Diện Phật (Phật mặt vàng). Kim Diện Phật nổi tiếng với Miêu gia kiếm pháp. Để khích Hồ Nhất Đao vào quan nội, ông đã tự xưng là đả biến thiên hạ vô địch thủ (có nghĩa là đánh khắp thiên hạ không có đối thủ). Khi gặp vợ chồng Hồ Nhất Đao, Miêu Nhân Phụng đã nhận ra con người anh hùng của Hồ Nhất Đao và cả hai đã kết bạn với nhau dù cuối cùng ông đã ngộ sát bạn mình (do âm mưu của Điền Quy Nông). Sau cái chết của vợ chồng Hồ Nhất Đao, Kim Diện Phật đã quyết định không dạy con mình võ nghệ để hóa giải ân oán với họ Hồ.
- Bình A Tứ
- Điền Quy Nông
- Bảo Thụ

## Chuyển thể

### Phim truyền hình
| Năm  | Hãng sản xuất | Hồ Phỉ        | Miêu Nhược Lan | Nước       | Số tập | Nhà sản xuất | Thông tin thêm                                  |
| ---- | ------------- | ------------- | -------------- | ---------- | ------ | ------------ | ----------------------------------------------- |
| 1985 | TVB           | Lữ Lương Vĩ   | Tăng Hoa Thiên | Hồng Kông  | 40     |              | Lữ Lương Vĩ đồng thời đảm nhận vai Hồ Nhất Đao. |
| 1991 | TTV           |               |                | Đài Loan   | 40     |              |                                                 |
| 1999 | TVB           | Trần Cẩm Hồng | Xa Thi Mạn     | Hồng Kông  | 40     |              |                                                 |
| 2007 | ATV           | Nhiếp Viễn    | An Dĩ Hiên     | Trung Quốc | 40     |              |                                                 |

## Tác phẩm liên quan
Sau cuốn này, năm 1960, Kim Dung viết Phi hồ ngoại truyện, viết về hành trạng của Hồ Phỉ trước khi nhân vật này xuất hiện trong Tuyết sơn phi hồ.